# Steve Jones (présentateur)
Pour les articles homonymes, voir Steve Jones et Jones.
Stephen Ashton "Steve" Jones (né le 16 mars 1977) est un présentateur de télévision gallois, ayant animé la première saison du télé-crochet américain The X Factor.

## Réalisations

### Film
- Angus, Thongs and Perfect Snogging

### Télévision
- The Pop Factory Awards'
- 99 Things To Do Before You Die
- T4
- Transmission
- Let's Dance for Comic Relief (2009 - présent)
- When Women Rule the World
- Guinness World Records Smashed (2009)
- As Seen On TV (2009)
- 101 Ways to Leave a Gameshow (2010)
- Drop Zone
- The X Factor (États-Unis) (2011)
- A Night with Beyoncé (2011)
- Totally Senseless (2013—)